# Paracleistostoma japonicum
Paracleistostoma japonicum is een krabbensoort uit de familie van de Camptandriidae. De wetenschappelijke naam van de soort is voor het eerst geldig gepubliceerd in 1934 door Sakai.